# Mario Bonnard
Mario Bonnard (* 21. Juni 1889 in Rom; † 22. März 1965 ebenda) war ein italienischer Schauspieler, Filmregisseur und Drehbuchautor.

## Leben
Mario Bonnard begann noch nicht zwanzigjährig seine schauspielerische Karriere auf römischen Laienbühnen. Bereits nach sechs Monaten trat er ungenannt in kurzen Stummfilmen auf. Schon bald erhielt er Hauptrollen, in denen er jugendliche Liebhaber und Bonvivants verkörperte. 1913 war er in Aber meine Liebe stirbt nicht Partner von Lyda Borelli. Bonnard erfreute sich vor dem Ersten Weltkrieg beträchtlicher Popularität als Frauenschwarm, so dass sogar ein Stück namens Gastone über ihn verfasst wurde. Bei Kriegsausbruch des Krieges wurde er eingezogen, aber vom Wehrdienst befreit. Er spielte in patriotischen Filmen und gründete 1916 in Turin die Bonnard-Film sowie 1917 die Electra. Zu dieser Zeit begann er auch selbst Regie zu führen und versuchte sich in den verschiedensten Genres.
1925 kam er nach Deutschland und inszenierte in Berlin mehrere Filme mit internationaler Besetzung. Marcella Albani wurde wiederholt seine Hauptdarstellerin. Zusammen mit Nunzio Malasomma drehte er 1928 Der Kampf ums Matterhorn, der Luis Trenker zum Durchbruch verhalf. Es folgten weitere Filme mit dem kühnen Bergsteiger Trenker. Zu Beginn der 30er Jahre verlegte er den Schwerpunkt seiner Tätigkeit nach Paris und führte bei französischen und französisch-italienischen Produktionen Regie, bevor er sich endgültig in Rom niederließ. Er drehte hier mit zahlreichen bekannten italienischen Schauspielern seiner Zeit. Sein Spezialgebiet waren Adaptionen von Bühnen-Komödien. Unter anderem verhalf er Aldo Fabrizi und Anna Magnani zu frühen Erfolgen.
Nach dem Zweiten Weltkrieg blieb er, unbeeindruckt von dem aufkommenden italienischen Neorealismus, seinem bisherigen Stil treu. Seine letzten Inszenierungen waren typisch für die Ende der 50er Jahre entstandenen, meist im Römischen Reich angesiedelten Sandalen- und Monumentalfilme.

## Filmografie (Auswahl)

### Regie
- 1913: Aber meine Liebe stirbt nicht (Ma l’amor mio non muore)
- 1915: Titanic
- 1926: Die Flucht in den Zirkus
- 1927: Der goldene Abgrund
- 1928: Der Kampf ums Matterhorn
- 1928: Das letzte Souper
- 1928: Die Sünderin
- 1929: Anschluß um Mitternacht
- 1929: Der Ruf des Nordens
- 1930: Der Sohn der weißen Berge
- 1930: Die heiligen drei Brunnen
- 1931: Haß und Liebe (Fra Diavolo)
- 1933: Wenn die Maske fällt (Le masque qui tombe)
- 1939: Gefährliche Frauen (Io, suo padre)
- 1940: Kapitän Orlando (Il Ponte dei sospiri)
- 1941: Rigoletto
- 1941: Verschwörer (Marco Visconti)
- 1942: Avanti c’è posto …
- 1943: Campo de’ fiori
- 1950: Il voto
- 1953: Frine, Sklavin der Liebe (Frine, cortigiana d’Oriente)
- 1954: Verrat (Tradita)
- 1958: Aphrodite – Göttin der Liebe (Afrodite, dea dell’amore)
- 1959: Die letzten Tage von Pompeji (Gli ultimi giorni di Pompei)
- 1961: Der Mönch und die Gefangene (I masnadieri)

### Drehbuch
- 1954: Geliebte Tram (Hanno rubato un tram)